# Браунстаун (округ Ланкастер, Пенсільванія)
Браунстаун (англ. Brownstown) — переписна місцевість (CDP) в США, в окрузі Ланкастер штату Пенсільванія. Населення — 3081 особа (2020).

## Географія
Браунстаун розташований за координатами 40°7′39″ пн. ш. 76°13′4″ зх. д. / 40.12750° пн. ш. 76.21778° зх. д. (40.127597, -76.217736).  За даними Бюро перепису населення США в 2010 році переписна місцевість мала площу 6,57 км², з яких 6,44 км² — суходіл та 0,13 км² — водойми.

## Демографія
Згідно з переписом 2010 року, у переписній місцевості мешкало 2816 осіб у 973 домогосподарствах у складі 788 родин. Густота населення становила 429 осіб/км².  Було 993 помешкання (151/км²).
Расовий склад населення:
| - 94,6 % — білих - 2,5 % — азіатів - 0,4 % — чорних або афроамериканців - 1,1 % — осіб інших рас |

До двох чи більше рас належало 1,3 %. Частка іспаномовних становила 3,2 % від усіх жителів.
За віковим діапазоном населення розподілялося таким чином: 27,3 % — особи молодші 18 років, 59,8 % — особи у віці 18—64 років, 12,9 % — особи у віці 65 років та старші. Медіана віку мешканця становила 40,2 року. На 100 осіб жіночої статі у переписній місцевості припадало 101,4 чоловіків;  на 100 жінок у віці від 18 років та старших — 98,9 чоловіків також старших 18 років.
Середній дохід на одне домашнє господарство  становив 77 716 доларів США (медіана — 59 398), а середній дохід на одну сім'ю — 86 530 доларів (медіана — 67 380). За межею бідності перебувало 7,2 % осіб, у тому числі 7,5 % дітей у віці до 18 років та 0,0 % осіб у віці 65 років та старших.
Цивільне працевлаштоване населення становило 1418 осіб. Основні галузі зайнятості: виробництво — 24,9 %, роздрібна торгівля — 16,7 %, науковці, спеціалісти, менеджери — 14,0 %.